# Sipia palliata
O antbird Magdalena (Sipia palliata) é uma espécie de ave da família do Thamnophilidae. Pode ser encontrada na Colômbia e na Venezuela. Seus habitats naturais são planície húmido tropical ou  florestas de altitude.

O antibird Magdalena foi descrito em 1917 pelo ornitólogo americano WE Clyde Todd como uma subespécie do formigueiro de manto opaco e recebeu o nome de Myrmeciza laemosticta palliata. Com base nos resultados de um estudo das características vocais e do DNA mitocondrial publicado em 2010, o formigueiro Magdalena foi promovido ao status de espécie. Um estudo filogenético molecular publicado em 2013 constatou que o gênero Myrmeciza, como então definido, era polifilético . No rearranjo resultante para criar gêneros monofiléticos, o formigueiro Magdalena foi descoberto para um gênero ressurgido do Sipia que havia sido introduzido pelo ornitólogo austríaco Carl Eduard Hellmayr em 1924.